# Алсу
Алсу́ Ралі́фівна Абра́мова, до шлюбу Са́фіна (тат. Алсу Рәлиф кызы Абрамова (Сафина), Alsu Rəlif qızı Abramova (Safina); нар. 27 червня 1983 року, Бугульма, Татарська АРСР, СРСР) — російська співачка, модель, акторка та ведуча. Заслужена артистка Республіки Татарстан (2000), Народна артистка Республіки Татарстан (2010), Артист ЮНЕСКО в ім'я миру (2011).

## Життєпис
Народилась в місті Бугульма Татарської АРСР. За національністю — татарка. Батько — Раліф Рафілович Сафін (нар. 6 січня 1954 — башкир), підприємець, колишній віцепрезидент нафтової компанії «Лукойл», політик, член Ради Федерації Федеральних Зборів Росії, сенатор Республіки Алтай. Мати — Разія Ісхаківна Сафіна, архітекторка. Є три брати — старший Руслан (1973) (зведений по батькові), середній Марат (1977) і молодший Ренард (1996).

## Кар'єра
Музична кар'єра Алсу почалася 1998 року, у 15 років. Перший музичний збірник «Алсу» надійшов у продаж 15 вересня 1999 року. За перші 6 місяців було продано понад 700 000 копій альбому. На підтримку альбому Алсу дала ряд сольних виступів містами Росії в 1999 і 2000 роках.
У травні 2000 року Алсу представляла Росію на музичному конкурсі «Євробачення», де зайняла друге місце, виступивши з піснею «Solo» англійською мовою. У серпні 2000 року Алсу приступила до запису англомовного альбому «Alsou» на студії «Universal Music Corporation». Диск записувався у Великій Британії, Швеції та США. Російський реліз альбому відбувся 10 липня 2001 року. Крім Росії, диск вийшов у Німеччині, Австрії, Польщі, Чехії, Болгарії, Малайзії і Таїланді.
Дебютний альбом Алсу був перевиданий 2 рази — у жовтні 2001 року під колишньою обкладинкою з 2 новими піснями і в травні 2002 року ще з трьома бонус-треками.
2002 року Алсу працювала над сольним альбомом «19», який вийшов у Росії 14 лютого 2003 року. На території Росії було продано понад 800 000 копій альбому «19». На підтримку альбому Алсу дала ряд успішних сольних виступів у Росії, Україні, Казахстані, Азербайджані, Грузії, Латвії.
З 2003 року Алсу працювала над другим англомовним альбомом. Диск було вирішено назвати «Inspired», оскільки Алсу виступила автором більшості записаних пісень (автором текстів і співавтором музики). Восени 2004 року в Росії був випущений сингл «Always on my mind». Реліз синглу у Великій Британії, запланований на березень 2005 р., не відбувся, попри телеротацію високобюджетного відеокліпу на британських музичних каналах і промо-туру Алсу по радіостанціям. Після низки переносів релізу синглу лейбл Mercury відмовився від планів випуску альбому «Inspired».
2007 року вступила в «Єдину Росію».
2008 року, після п'яти років перерви, Алсу випустила музичний альбом «Самое главное». Наприкінці того ж року вийшов у світ ще один диск татарською мовою під назвою «Туган Тел» (Рідна Мова).
16 травня 2009 року була ведучою фіналу пісенного конкурсу «Євробачення», що проходив у Москві, в парі з ведучим Іваном Ургантом.
2009 року дебютувала у фільмі режисерки Світлани Дружиніної «Таємниці палацових переворотів. Фільм 7-й. Віват, Ганно Іванівна!». Алсу в ньому дісталася роль фрейліни на ім'я Мадлен.
2011 року стало відомо, що співачка володіє 19,97 % банку «Місцевий Кредит». Такі ж частки в банку належать її чоловікові Яну Абрамову та його батькові Рафаелю Абрамову — по 19,97 %.

## Особисте життя
18 березня 2006 року Алсу одружилася з бізнесменом Яном Рафаельовичем Абрамовим (нар. 4 грудня 1977, Баку), головою компанії «Нові збройові технології», сином банкіра Рафаеля Яковича Абрамова, віцепрезидента Московської баскетбольної асоціації та голови банку «Місцевий кредит». Свідоцтво про шлюб отримали з рук мера Юрія Лужкова, а від батьків і гостей отримали гроші, заміський будинок у Москві, ювелірні прикраси, автомобіль «Bentley». Урочиста частина пройшла в ГЦКЗ «Росія», медовий місяць провели на острові Фіджі. 
7 вересня 2006 року народила доньку Сафіну у приватній клініці Cedars-Sinai Medical Center в США. 29 квітня 2008 року народила другу дочку Мікеллі.

## Дискографія
- 1999 — Алсу
- 2001 — Alsou
- 2002 — Мне приснилась осень
- 2003 — 19
- 2007 — Inspired (англійською мовою, не опублікований)
- 2008 — Самое главное
- 2008 — Родная Речь (Туган Тел) (татарською мовою і одна пісня башкирською)

## Нагороди
- Лауреатка фестивалю «Пісня року».
- Лауреатка IV ЗГ`1999, VII—VIII ЗГ'2002-03, 2011[21] за сингли «Иногда», «Всё равно», «Вчера», «Я тебя не придумала».

## Фільмографія
- 2002 — Атлантида — епізод
- 2005 — Пастка для привидів — головна роль
- 2008 — Віват, Анна! — Мадлен — фрейліна імператриці